# Klaus von Klitzing
Klaus von Klitzing (Schroda, Posen, actual Środa Wielkopolska, Polonia; 28 de junio de 1943) es un físico alemán. Premio Nobel de Física en 1985 por «por su descubrimiento de que, en condiciones apropiadas , la resistencia ofrecida por un conductor eléctrico está cuantificada; es decir, varía en pasos discretos en lugar de hacerlo de manera suave y continua.»

## Biografía
Al terminar la Segunda Guerra Mundial, los padres de Klaus se trasladaron a la república Federal de Alemania, y él estudió en la Universidad de Braunschweig, licenciándose en ciencias físicas en 1969, y doctorándose en 1972 en la Universidad de Würzburg. En 1980, que fue el año de su descubrimiento, pasó a ejercer en la Universidad de Múnich, y en 1985 pasa a dirigir el Instituto Max Planck de Ciencias del Estado Sólido de Stuttgart.

## Sus trabajos
Fue galardonado con el Premio Nobel de Física en 1985, gracias a un importante descubrimiento en el campo de la electricidad: en determinadas condiciones, la resistencia que ofrecen los conductores durante el paso de la corriente puede variar mediante saltos discretos y no de manera continua. Hizo este descubrimiento en Grenoble, por medio del efecto Hall.
Sometido a un fuerte campo magnético, la resistencia de Hall de un gas de electrón bidimensional se cuantifica en múltiplos de {\displaystyle {\frac {e^{2}}{h}}} (siendo h la constante de Planck y e la carga del electrón). Este descubrimiento tuvo importantes aplicaciones en metrología ya que sirvió para determinar el valor exacto de la constante de estructura fina y para establecer los estándares más apropiados para medir las resistencias. Sus experimentos han permitido a otros científicos estudiar con enorme precisión las propiedades de conducción de los componentes eléctricos. Años más tarde, Horst Störmer y Daniel Tsui descubrieron el efecto Hall cuántico fraccionario (Premio Nobel de Física en 1998, junto al teórico Robert B. Laughlin).